# آدناو
آدناو (بالألمانية: Adenau) هي بلدة ألمانية تقع في ألمانيا في راينلند بالاتينات. يقدر عدد سكانها بـ 2,904 نسمة .

## المدن التوأمة
مدن مليحة (مالطا)، Sillery وCastione della Presolana هي مدن توأمة لـآدناو.

## أعلام
- فابيان غيفر
- روبن فيتون
- تورستن يانسن
- زابينه شميتز